# 에스타디오 라몬 산체스 피스후안

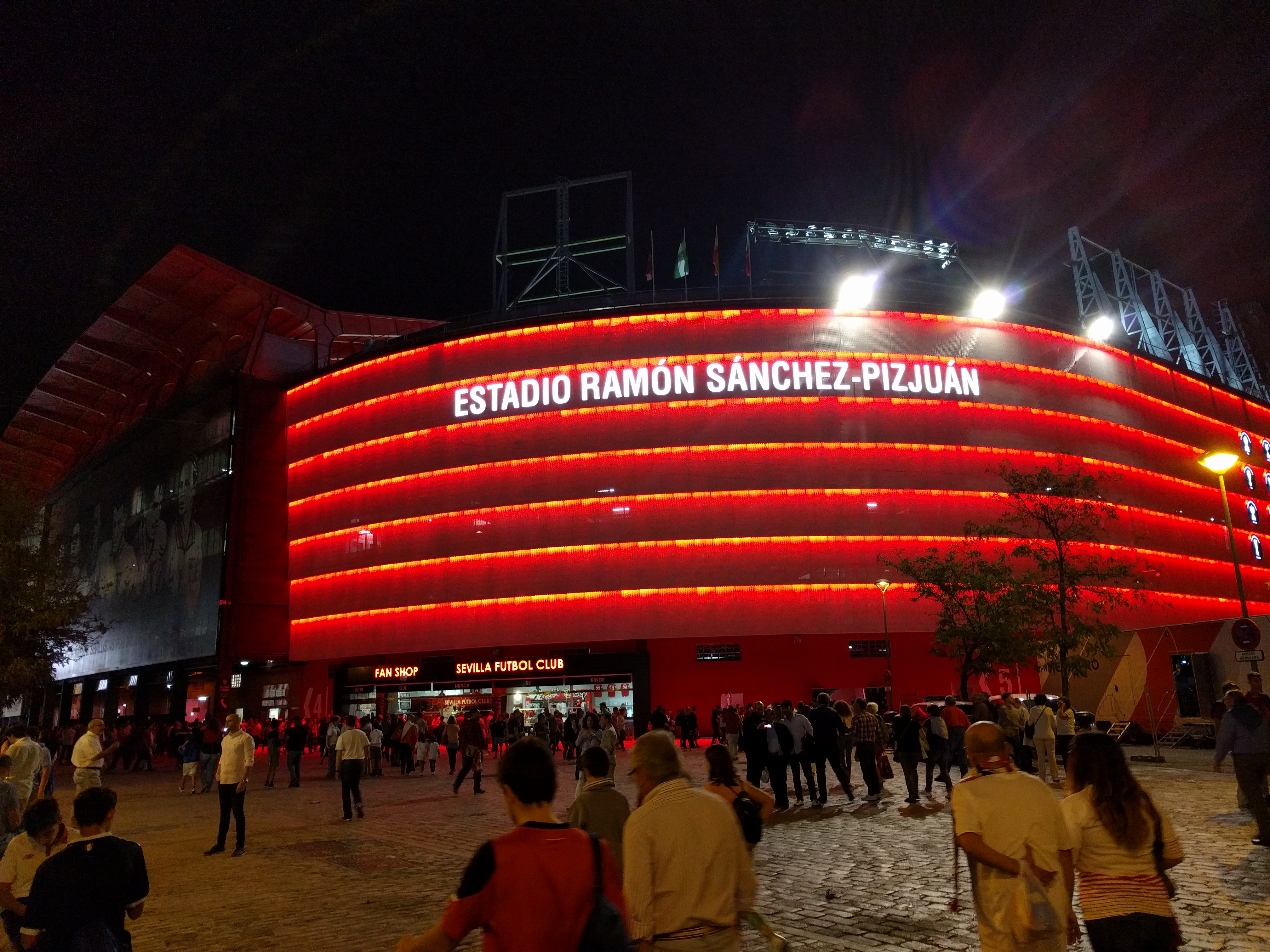
경기장 외부

에스타디오 라몬 산체스 피스후안(Estadio Ramón Sánchez Pizjuán)는 스페인의 축구 경기장이다. 안달루시아 지방의 중심 도시 세비야에 위치해있으며 세비야 FC의 홈 경기장이다. 이 경기장에서 1986년 유러피언 컵 결승전 (FC 스테아우아 부쿠레슈티와 FC 바르셀로나의 경기)와 1982년 FIFA 월드컵 준결승전 (독일과 프랑스의 경기)가 열렸었다.

UEFA에서는 지난 2019년 9월 22일, 이 경기장을 2020~21시즌 UEFA 유로파리그 결승전이 열릴 장소로 결정하였다.

## 기록

### 2009년 피스컵
| 날짜            | 팀 1      | 스코어 | 팀 2           | 라운드 |
| --------------- | --------- | ------ | -------------- | ------ |
| 2009년 7월 26일 | 세비야 FC | 0 - 0  | 성남 일화 천마 | A조    |
| 2009년 7월 29일 | FC 포르투 | 0 - 0  | 베식타시 JK    | D조    |
| 2009년 7월 31일 | 유벤투스  | 2 - 1  | 레알 마드리드  | 준결승 |